# Can Genover de Coquells
Can Genover és un mas al veïnat de Coquells (municipi de Vilanant, Alt Empordà) inclòs en l'Inventari del Patrimoni Arquitectònic de Catalunya. Pels documents que es conserven se sap que l'any 1826, Can Genover era una gran casa pairal en la qual vivien més de quinze persones, entre el propietari, la seva família, els mossos, les criades i el capellà privat de la casa. El mas Genover és a uns dos-cents metres de l'església de Sant Salvador de Coquells. És un gran casal cobert amb teulada de doble vessant, sobre les façanes principals. El portal és d'arc de mig punt amb grans dovelles, al costat del qual hi ha una porta de dimensions més reduïdes amb un escut en relleu i la data 1735. Les finestres són rectangulars i totes elles estan tapiades. A dins d'aquest mas hi havia la capella de Sant Joan del mas Genover. Avui encara conserva la seva estructura però no el seu ús. Aquesta capella es troba afegida a l'angle nord-est del casal. És una petita esglesiola d'una nau amb absis semicircular. A la llinda de la porta hi ha la inscripció: «JOAN GENOBER 1771». Segurament aquest any fou acabada la capella. La volta de la nau és de llunetes i el petit campanar que es dreça al capdamunt és d'un sol arc.